# Flybe
Flybe var ett brittiskt regionalt flygbolag med lågprisinriktning. Bolaget började sina flygningar den 1 november 1979 som Jersey European Airways. De flög med bland annat Bombardier Dash 8, Embraer ERJ-175 och ERJ-195.
Flybe tog över trafikeringen av flertalet av BA Connects sträckor i Storbritannien 2007. och är sedan dess bland annat den största aktören på sträckan England till Isle of Man.
Den 5 mars 2020 försattes bolaget i konkurs.

## Flybe Nordic
I juli 2011 annonserade Flybe och Finnair att de gemensamt skulle köpa Finncomm Airlines. Flybe kom att äga 60 procent av bolaget medan Finnair ägde de resterande 40 procenten. 
I oktober 2011 påbörjades trafiken under namnet Flybe Nordic. I mars 2015 sålde Flybe sin andel i bolaget och i maj 2015 ändrade trafiken namn till Nordic Regional Airlines.

## Flotta
I december 2017 bestod Flybe-flottan av följande flygplan:
| Flygplan               | Antal | Order | Passagerare | Noteringar                                            |
| ---------------------- | ----- | ----- | ----------- | ----------------------------------------------------- |
| ATR 72-600             | 5     | —     | 70          | Flyger för Scandinavian Airlines.                     |
| Bombardier Dash 8 Q400 | 56    | —     | 78          | Fyra flygplan fasas ut 2017.                          |
| Embraer 175            | 11    | 4     | 88          | Leveranser fr.o.m. 2019.                              |
| Embraer 195            | 9     | —     | 118         | Två flyger för Stobart Air. Tre fasas ut i juni 2018. |
| Totalt                 | 81    | 4     |             |                                                       |

### Tidigare flygplan
- BAC 1-11
- BAe 146
- Bombardier CRJ200
- de Havilland Canada DHC-6 Twin Otter
- Embraer EMB 110
- Fokker F27
- Hawker Siddeley HS 748
- Short 360